# Thelma și Louise
Thelma și Louise (în engleză Thelma & Louise) este un film american din 1991, coprodus și regizat de Ridley Scott după scenariul scris de Callie Khouri. Intriga filmului se învârte în jurul fugii Thelmei și a Louisei de viețile lor pline de necazuri. În rolurile principale joacă Geena Davis (Thelma) și Susan Sarandon (Louise), precum și Harvey Keitel ca un detectiv simpatetic care încearcă să le găsească după uciderea unui violator. Michael Madsen interpretează rolul iubitului Louisei. Brad Pitt (în unul dintre primele sale roluri semnificative din film) joacă rolul unui hoț eliberat condiționat.
Thelma & Louise a devenit un succes comercial și de critică, având șase nominalizări la Premiile Oscar și câștigând premiul pentru cel mai bun scenariu original (Khouri). Sarandon și Davis au fost nominalizate pentru rolurile lor la Premiul Oscar pentru cea mai bună actriță. Totuși, cele două au pierdut în fața lui Jodie Foster pentru rolul ei din filmul Tăcerea mieilor.

## Rezumat
Thelma Dickinson (Geena Davis) este o femeie casnică, căsătorită cu un soț egoist, Darryl (Christopher McDonald). Louise Sawyer (Susan Sarandon) este o chelneriță singură, care pare puternică și organizată, dar a avut parte de o traumă nespecificată în trecut. Cele două prietene pornesc la drum cu autoturismul convertibil Thunderbird din 1966 al Louisei într-o vacanță de două zile la pescuit în munți. Călătoria se transformă curând într-o situație de coșmar înainte ca ele să ajungă la destinație, devenind din victime de circumstanță în eroine aflate în afara legii.
Ele se opresc la restaurantul Silver Bullet, un bar de cowboy și sală de dans aflat pe marginea drumului, unde Thelma întâlnește un bărbat pe nume Harlan Puckett (Timotei Carhart), cu care dansează. Ea se îmbată și bărbatul încearcă să o violeze în parcare. Louise îi găsește și îl amenință pe Harlan cu un pistol, dacă el nu se oprește. Harlan se oprește, dar după ce femeile pleacă pe jos, el le înjură și strigă obscenități la adresa lor. Louise își pierde temperamentul și îl împușcă pe Harlan, omorându-l. Thelma vrea să meargă la poliție imediat, dar Louise îi spune că, deoarece Thelma era beată și dansase toată noaptea cu Harlan, nimeni nu va crede că el a încercat să o violeze. Temându-se că vor fi urmărite de autorități, Louise decide să fugă și Thelma o însoțește.
Louise este hotărâtă să fugă în Mexic, dar refuză să meargă prin Texas, în ciuda faptului că ele erau în Oklahoma și cea mai rapidă cale de a ajunge în Mexic era prin Texas. Este dezvăluit faptul că Louise pățise ceva rău în Texas cu câțiva ani mai înainte, deși ea refuză să spună exact despre ce a fost vorba, dar se teme să fie arestată în Texas. Ele fug spre vest și întâlnesc pe drum un tânăr frumos și fermecător, J.D. (Brad Pitt), pe care Thelma îl îndrăgește imediat. Ea o convinge oe Louise să îl ia cu ele o porțiune de drum. Louise, între timp, îl contactează pe prietenul ei Jimmy Lennox (Michael Madsen) și îi cere să-i trimită economiile ei prin intermediul Western Union. Atunci când ea se duce să ridice banii, descoperă că Jimmy a venit să o vadă personal. Ei merg să vorbească în camera lui, în timp ce Thelma păzește banii. Thelma îl invită pe J.D. în camera ei; el afirmă că este un hoț, care a încălcat termenii eliberării condiționate. El și Thelma devin intimi, iar Thelma trăiește o experiență sexuală nouă pentru ea. În timpul cât au stat împreună, J.D. i-a descris modul în care efectua jafurile. Între timp, Jimmy îi solicită Louisei să se căsătorească cu el, dar ea refuză, nespunându-i nici măcar ce se întâmplase la începutul călătoriei. Ei își petrec noaptea împreună.
În dimineața de după plecarea lui Jimmy, Thelma îi povestește Louisei despre experiența sa sexuală cu J.D. Dintr-o dată, Louise întreabă unde este J.D., iar ele află că J.D. a fugit cu banii. Louise este șocată și rămâne fără reacție, iar Thelma preia inițiativa. Între timp, FBI-ul le-a dat în urmărire și, după ce i-au interogat separat pe J.D., Jimmy și Darryl, detectivii încep să pună piesele la un loc pentru a da de urma fugarelor. Detectivul Hal Slocumb (Harvey Keitel) află de experiența trăită de Louise în Texas, care a făcut-o să fie atât de îngrozită de teama unei arestări, și își exprimă compasiunea pentru situația dificilă în care se află și se angajează să o protejeze. În timpul unei scurte convorbiri telefonice, Slocumb pare să fie cu adevărat preocupat să o ajute pe Louise, dar el nu reușește să o convingă să se predea.

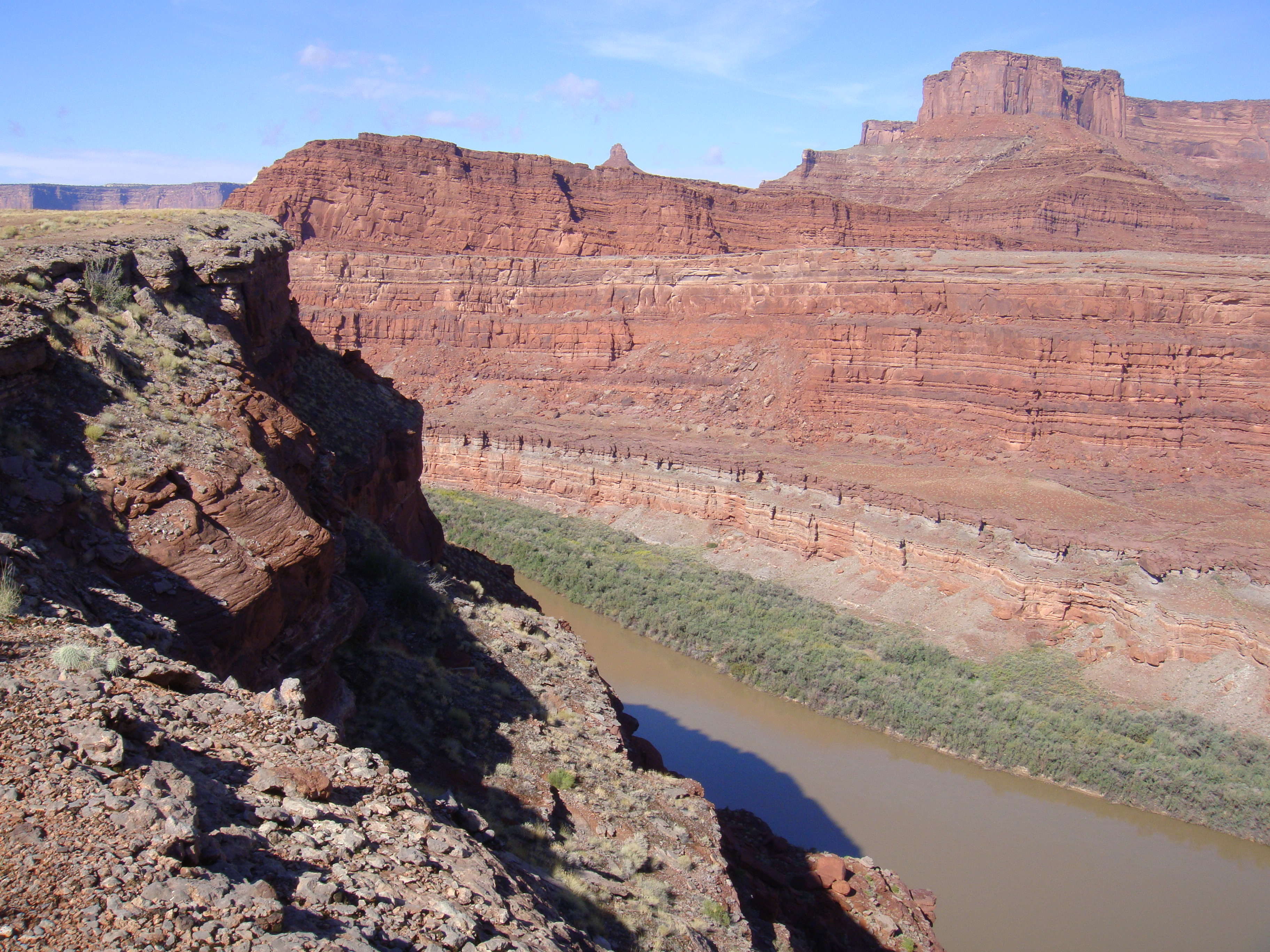
Vedere a râului Colorado și a Dead Horse Point, locul de filmare al ultimei scene

Acțiunile lor continuă să scape de sub control pe măsură ce cele două femei traversează întreaga țară, în timp ce Thelma renunță la atitudinea de gospodină pentru una agresivă și consumatoare de alcool. În timp ce Louise așteaptă în mașină, Thelma, într-o încercare de a face rost de o parte din banii furați de J.D., face uz de ceea ce acesta a învățat-o și jefuiește un magazin. Când un polițist (Jason Beghe) le oprește pentru exces de viteză, Thelma amenință polițistul cu pistolul, îi fură arma și îl blochează în portbagajul mașinii lui. (Într-un interludiu comic ulterior, el este eliberat de către un biciclist rastafarian (Noel L. Walcott III).) Ele întâlnesc un șofer de camion (Marco St. John), care le făcuse în mod repetat gesturi obscene sexuale pe drum. Ele trag pe dreapta pentru a-l determina să-și ceară scuze, dar atunci când șoferul refuză, cele două femei trag cu pistoalele în a rezervorul de combustibil al camionului, determinându-l să explodeze.
Thelma și Louise sunt în cele din urmă încolțite de poliție la doar aproximativ 100 de metri de marginea Marelui Canion. Detectivul Slocumb ajunge și încearcă să-i convingă pe polițiști să nu tragă cu armele în cele două femei, dar i se refuză șansa de a face o ultimă încercare de a vorbi cu femeile pentru a le convinge să se predea. Refuzând să fie prinse și să-și petreacă restul vieții în închisoare, Thelma propune ca ele să continue, ceea ce înseamnă că ele să-și încheie viața sărind cu mașina în canion. Louise nu înțelege la început, iar Thelma îi repetă. Louise zâmbește și o întreabă pe Thelma dacă ea este sigură, iar Thelma răspunde că este. Louise o sărută pe Thelma și apoi pornește motorul mașinii. Slocumb își dă seama de intenția femeilor și aleargă într-un efort disperat de a le salva. Filmul se încheie cu mașina sărind de pe stâncă și zburând prin aer.

## Distribuție
- Susan Sarandon - Louise Elizabeth Sawyer
- Geena Davis - Thelma Yvonne Dickinson
- Harvey Keitel - detectivul Hal Slocumb
- Michael Madsen - Jimmy Lennox
- Christopher McDonald - Darryl Dickinson
- Stephen Tobolowsky - Max
- Brad Pitt - J.D.
- Timothy Carhart - Harlan Puckett
- Jason Beghe - polițistul
- Marco St. John - șoferul de tir

## Recepție
Filmul a fost un succes critic. Metacritic.com enumeră un scor compozit critic de 88 din 100, incluzându-l în lista celor 90 mai comentate filme ale tuturor timpurilor. Pe situl Rotten Tomatoes, Thelma & Louise are un rating de 92% "proaspăt". Janet Maslin de la The New York Times, la fel ca și alți critici, a avut numai laude la adresa filmului.
Filmul a fost proiectat în afara competiției la Festivalul de Film de la Cannes din 1991.
Dupa ce a văzut acest film, cântăreața-compozitoare Tori Amos a scris "Me and a Gun", povestea violului ei petrecut cu șase ani mai devreme, de care nu spusese nimănui înainte de a viziona filmul. Sensibilizată de o scenă din film, Amos a început să plângă în public într-un cinematograf aglomerat și a scris versurile cântecului.
Scena finală, în cazul în care cele două se sărută înainte de a se arunca cu mașina de pe o stâncă, a devenit o scenă iconică. Numeroase omagii și parodii ale acestei scene au apărut în decursul timpului, inclusiv sfârșituri alternative de filme, parodii de animație, și un final tragic al unor seriale de televiziune, videoclipuri muzicale și reclame.
Filmul a primit, de asemenea, critici semnificative de la cei care l-au catalogat ca instigând la ură împotriva bărbaților și pentru că reprezentarea bărbaților a fost pe nedrept negativă.

## Premii și onoruri
Khouri a câștigat un premiu Oscar pentru cel mai bun scenariu original; Scott, Davis, Sarandon, operatorul Adrian Biddle și editorul Thom Noble au fost nominalizați la alte categorii ale premiilor Oscar.
| An   | Premiu                             | Categorie                     | Nominalizat      | Rezultat     |
| ---- | ---------------------------------- | ----------------------------- | ---------------- | ------------ |
| 1991 | Premiul César                      | cel mai bun film străin       | Thelma și Louise | Nominalizat  |
| 1991 | Premiul Directors Guild of America | cel mai bun regizor de film   | Ridley Scott     | Nominalizat  |
| 1992 | Premiile Oscar                     | cel mai bun regizor           | Ridley Scott     | Nominalizat  |
| 1992 | Premiile Oscar                     | cea mai bună actriță          | Geena Davis      | Nominalizată |
| 1992 | Premiile Oscar                     | cea mai bună actriță          | Susan Sarandon   | Nominalizată |
| 1992 | Premiile Oscar                     | cel mai bun scenariu original | Callie Khouri    | Câștigătoare |
| 1992 | Premiile Oscar                     | cea mai bună imagine          | Adrian Biddle    | Nominalizat  |
| 1992 | Premiile Oscar                     | cel mai bun montaj            | Thom Noble       | Nominalizat  |
| 1992 | Premiile Globul de Aur             | cel mai bun film (dramă)      | Thelma și Louise | Nominalizat  |
| 1992 | Premiile Globul de Aur             | cea mai bună actriță (dramă)  | Geena Davis      | Nominalizată |
| 1992 | Premiile Globul de Aur             | cea mai bună actriță (dramă)  | Susan Sarandon   | Nominalizată |
| 1992 | Premiile Globul de Aur             | cel mai bun scenariu de film  | Callie Khouri    | Câștigătoare |

British Film Institute a publicat o carte  despre film în anul 2000, as part of a Modern Classics series. Filmul este clasat pe locul 72 în Lista celor mai bune 100 de scenarii ale Writers Guild of America Award. De asemenea, el a fost prezentat în emisiunea australiană 20 to 1, în episodul Magnificent Movie Moments.
Listele American Film Institute
- AFI's 100 Years...100 Movies - Nominalizat
- AFI's 100 Years...100 Thrills - #76
- AFI's 100 Years...100 Heroes and Villains:
  - Thelma Dickinson și Louise Sawyer - #24 Heroes
- AFI's 100 Years...100 Cheers - #78
- AFI's 100 Years...100 Movies (10th Anniversary Edition) - Nominalizat

## Cărți
- Thelma & Louise and Women in Hollywood, Gina Fournier (McFarland & Co., Inc. Publishers, 2007)
- Thelma & Louise Live! The Cultural Afterlife of an American Film, Bernie Cook, Ed. (The University of Texas Press, 2007)
- Thelma & Louise, Marita Sturken (BFI Publishing, 2000)